# Angelicum

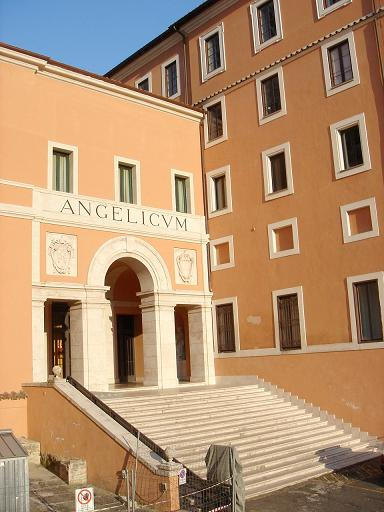
Fasaden till Angelicums huvudentré

Sankt Thomas av Aquinos Påvliga Universitet, även kallat Angelicum, är ett påvligt universitet tillhörande dominikanorden i Rom. Det är beläget på Quirinalens sydsluttning i staden.

## Kända personer som utbildats vidAngelicum
- Julián Herranz Casado (1930– ), kardinal
- Wojciech Giertych (1951– ), teolog i det påvliga hushållet
- Martin Grabmann (1875–1949), professor, teolog och filosof
- Johannes Paulus II (1920–2005), påve
- Noël Kinsella (1939–1923), Kanadensisk politiker[2]
- Leo XIV (1955– ), påve
- Alfonso López Trujillo (1935–2008), kardinal
- Georges Pire (1910–1969), mottagare av Nobels fredspris (1958)[3]
- Fader Mariano da Torino, (1906–1972), italiensk TV-personlighet